# Ian Jon Bourg
Ian Jon Bourg (* 16. Juli 1960 in Kailua auf Hawaii) ist ein US-amerikanischer Opernsänger (Tenor) und Musicaldarsteller.

## Leben
Ian Jon Bourg spielte die Titelrolle im Musical Das Phantom der Oper seit 1994 bei drei verschiedenen Tourneeproduktionen in den USA, dann gab er 1999 sein europäisches Debüt in Hamburg, wo er die Rolle bis 2001 spielte. 2002 übernahm er wiederum als Erstbesetzung die Rolle im Palladium-Theater in Stuttgart, wo er bis 2004 über 400 Vorstellungen als Phantom spielte. Nun spielte er 2005/06 erneut das Phantom – diesmal im Colosseum-Theater in Essen, wo er sich die Rolle mit drei weiteren Phantom-Darstellern teilte.
In den USA stand er zudem sechs Jahre als Monsieur André ebenfalls im Phantom der Oper auf den Bühnen.
Im Jahr 2002 übernahm er außerdem für 8 Monate die Rolle des Graf von Krolock im Tanz der Vampire im Apollo-Theater in Stuttgart.
Außerdem gehören zu seinem Repertoire die Werke von Bach, Händel, Mozart, Britten, Gershwin, Lehár und Porter.
Mit dem Jazzpianisten Dave Brubeck gab Ian Jon Bourg bereits einige Konzerte. Neben seinen Engagements unterrichtet er an verschiedenen Schulen in den Fächern Gesang und Schauspiel.

## Musical- und Opern-Rollen
- 1992 – Werther in "Werther" (von Massenet)- Milwaukee, Skylight Opera Theater
- 1992 – Freddy in "My Fair Lady" – Nebraska, Opera Omaha
- 1993 – Paderewski in "Surgeon – Liberace" – Milwaukee, Theater X
- 1993 – Witchboy in "The Witchboy" (von Timothy Lloyd) – New York, Rheinmann Opera Theater
- 1994 – Padre in "Der Mann von La Mancha" – Oregon, Portland Opera
- 1994 – Tamino in "Die Zauberflöte" – Milwaukee, Skilight Opera Theater
- 1994–1998 –  André in "The Phantom of the Opera" National-Tour 2
- 1996 – Phantom in "The Phantom of the Opera" National-Tour 1
- 1998–1999 – Phantom und André in "The Phantom of the Opera" National-Tour 3
- 1999–2001 – Phantom in "Phantom der Oper" in Hamburg, Neue Flora
- 2002 – Graf von Krolock in "Tanz der Vampire" in Stuttgart, Apollo-Theater
- 2002–2004 – Phantom in "Phantom der Oper" in Stuttgart, Palladium Theater
- 2005–2006 – Phantom in "Phantom der Oper" in Essen, Colosseum Theater
- August 2007 – Jean Valjean in "Les Misérables" in Füssen, Festspielhaus und Xanten, Arena im Archäologischen Park (Sommerfestspiele)
- ab 1. Oktober 2007 Phantom in "The Phantom of the Opera" in Las Vegas
- Danny Churchill in "Girl Crazy"(von Gershwin)
- Enoch Snow in "Carousel"
- Tony in "West Side Story"
- Mr. Owen in "Postcard from Morocco" (von Dominik Argentinos)
- Ferrando in "Così fan tutte"
- Lindoro in "L'Italiana in Algeri"
- Frederick in "The Pirates of Penzance"